# Jörg Löhr

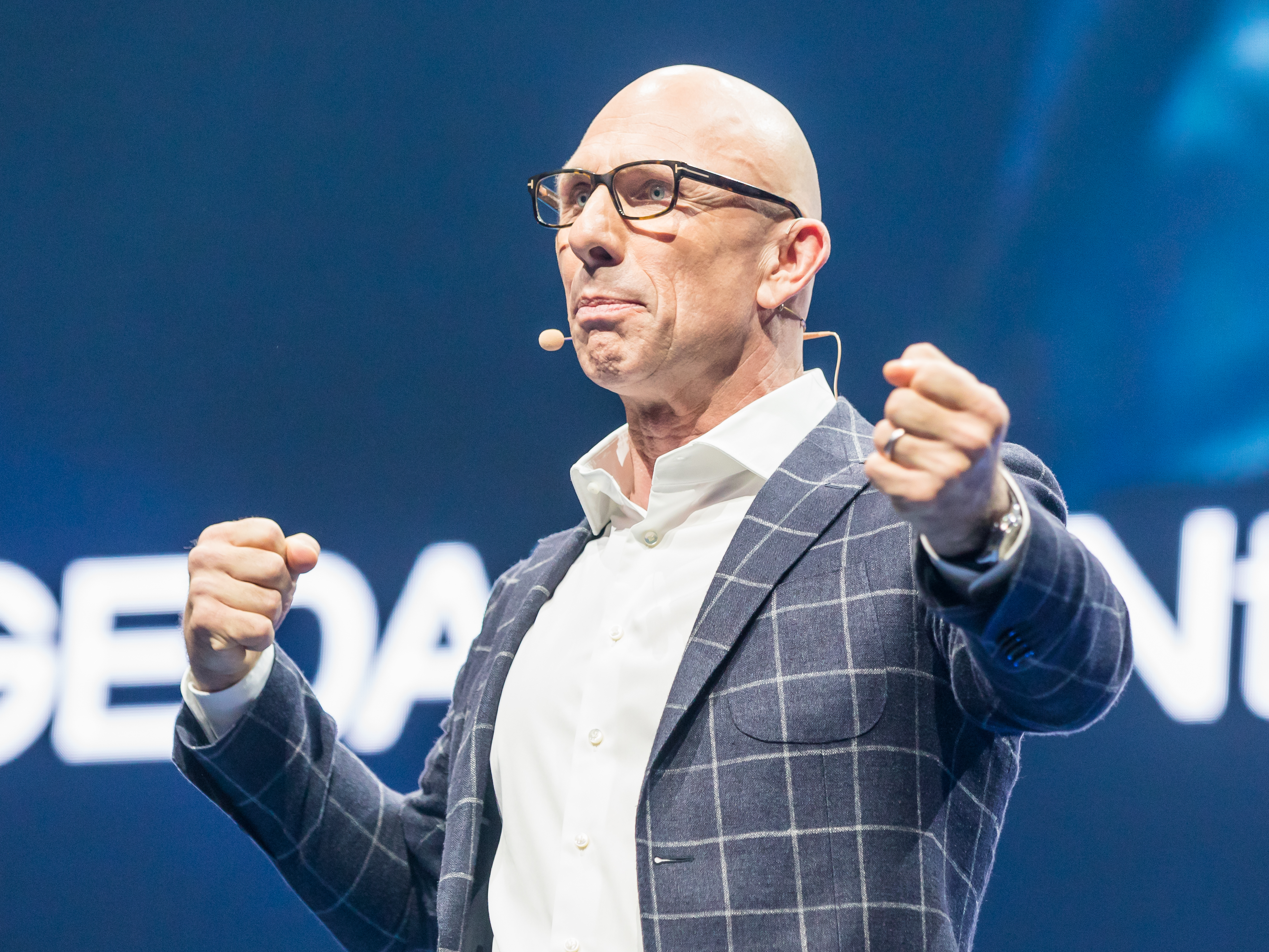
Jörg Löhr, 2018 in der Lanxessarena

Jörg Löhr (* 18. Juni 1961 in Berlin) ist ehemaliger deutscher Handballnationalspieler, der seit seinem Karriereende als Vortragsredner, Autor und Mentaltrainer tätig ist.

## Leben
Löhr gewann die deutsche Jugend-Handballmeisterschaft 1979 mit dem TSV Göggingen Augsburg. Anschließend wechselte er zum VfL Günzburg, mit dem er 1980 den Aufstieg in die Bundesliga schaffte. 1984 stieg der Kreisläufer mit dem VfL ab, schaffte jedoch im Folgejahr den Wiederaufstieg. 1986 wechselte er zum TSV Milbertshofen, für den er bis 1990/91 Bundesligapartien bestritt. Mit Milbertshofen gewann er 1990 den DHB-Pokal und wurde im selben Jahr deutscher Vizemeister. 1991 ging er zur SG Wallau/Massenheim, mit der er die deutsche Meisterschaft und den Europacup gewann. 1992 kehrte er nach Günzburg zurück.
Sein Debüt in der deutschen Nationalmannschaft gab er am 23. Oktober 1982 in Sindelfingen. Er bestritt 94 Länderspiele, in denen er 134 Treffer erzielte.
Seit 1995 ist er Inhaber der Jörg Löhr Akademie mit Sitz in Augsburg und veröffentlicht seine eigenen Bücher.
Ab Winter 2012/13 war er für den FC Augsburg tätig.
Anfang Mai 2020 gab der Fußball-Bundesligist Werder Bremen Löhrs Verpflichtung als Persönlichkeits- und Mentaltrainer bekannt, für den er schon 2011 tätig war.

## Auszeichnungen / Erfolge
- Deutscher Jugendmeister im Handball (1979 TSV Göggingen)
- Deutscher Meister im Handball (1992 SG Wallau/Massenheim)
- Deutscher Pokalsieger (1990 TSV München-Milbertshofen)
- Europacup-Sieger (1992 Wallau/Massenheim)
- Gewinn des Supercup-Turniers in Dortmund (1987 Deutsche Handballnationalmannschaft)

## Publikationen
- mit Heiner Brand: Projekt Gold – Wege zur Höchstleistung, Gabal Verlag, Offenbach 2008, ISBN 978-3-89749-797-9.
- mit Ulrich Pramann: 30 Minuten für mehr Erfolg, 12. Aufl., Gabal Verlag, Offenbach 2011, ISBN 978-3-86936292-2.
- mit Michael Spitzbart, Ulrich Pramann: Mehr Energie fürs Leben, Südwest-Verlag, ISBN 978-3-51706155-9.
- mit Ulrich Pramann: So haben Sie Erfolg, Südwest-Verlag, 978-3-51706008-8.